# Paolo Longo
Paolo Longo (ur. 3 listopada 1977 w Cavalese) – włoski biathlonista, uczestnik Zimowych Igrzysk Olimpijskich w Salt Lake City i w Turynie. Karierę zakończył w 2007 roku, podczas zawodów Pucharu Europy w biathlonie w Méribel.

## Osiągnięcia

### Igrzyska olimpijskie
| Miejsce | Dzień     | Rok  | Miejscowość        | Konkurencja               | Strzelanie | Czas biegu    | Strata      | Zwycięzca            |
| ------- | --------- | ---- | ------------------ | ------------------------- | ---------- | ------------- | ----------- | -------------------- |
| 33.     | 11 lutego | 2002 | Salt Lake City     | 20 km – bieg indywidualny | 1          | 56:11,9 min   | +5:08,6 min | Ole Einar Bjørndalen |
| 49.     | 13 lutego | 2002 | Salt Lake City     | 10 km – sprint            | 0          | 27:31,9 min   | +2:40,6 min | Ole Einar Bjørndalen |
| 37.     | 16 lutego | 2002 | Salt Lake City     | 12,5 km – bieg pościgowy  | 1          | 36:38,8 min   | +4:04,2 min | Ole Einar Bjørndalen |
| 16.     | 20 lutego | 2002 | Salt Lake City     | Sztafeta 4 × 7,5 km       | 5+12       | 1:30:56,3 min | +7:14,0 min | Norwegia             |
| 55.     | 11 lutego | 2006 | Cesana San Sicario | 20 km – bieg indywidualny | 0+2+1+2    | 1:01:27,9 min | +7:04,9 min | Michael Greis        |
| 8.      | 21 lutego | 2006 | Cesana San Sicario | 4 × 7,5 km – sztafeta     | 0+6 2+4    | 1:23:40,9 min | +1:49,4 min | Niemcy               |

### Mistrzostwa Świata
| Miejsce | Dzień    | Rok  | Miejscowość     | Konkurencja         | Strzelanie | Czas biegu     | Strata      | Zwycięzca            |
| ------- | -------- | ---- | --------------- | ------------------- | ---------- | -------------- | ----------- | -------------------- |
| 52.     | 7 lutego | 2001 | Pokljuka        | bieg indywidualny   | 6          | 1:02:33,0 min  | +7:27,4 min | Paavo Puurunen       |
| 51.     | 19 marca | 2003 | Chanty-Mansyjsk | bieg indywidualny   | 4          | 1:00:04,9 min  | +6:25,5 min | Halvard Hanevold     |
| 43.     | 5 marca  | 2005 | Hochfilzen      | sprint              | 2          | 26:32,2 min    | +1:54,7 s   | Ole Einar Bjørndalen |
| 46.     | 6 marca  | 2005 | Hochfilzen      | bieg pościgowy      | 8          | 42:30,09 min   | +5:49,5 min | Ole Einar Bjørndalen |
| 33.     | 9 marca  | 2005 | Hochfilzen      | bieg indywidualny   | 4          | 1:06:20,0 min  | +5:55,5 min | Roman Dostál         |
| 9.      | 12 marca | 2005 | Hochfilzen      | sztafeta 4 × 7,5 km | 1+13       | 1:25:57,02 min | +3:58.0 min | Norwegia             |

### Puchar Świata

#### Miejsca w klasyfikacji generalnej
| Sezon     | Miejsce |
| --------- | ------- |
| 1999/2000 | 53.     |
| 2000/2001 | 66.     |
| 2004/2005 | 78.     |